# Schwefelgelber Haarbüschelspanner

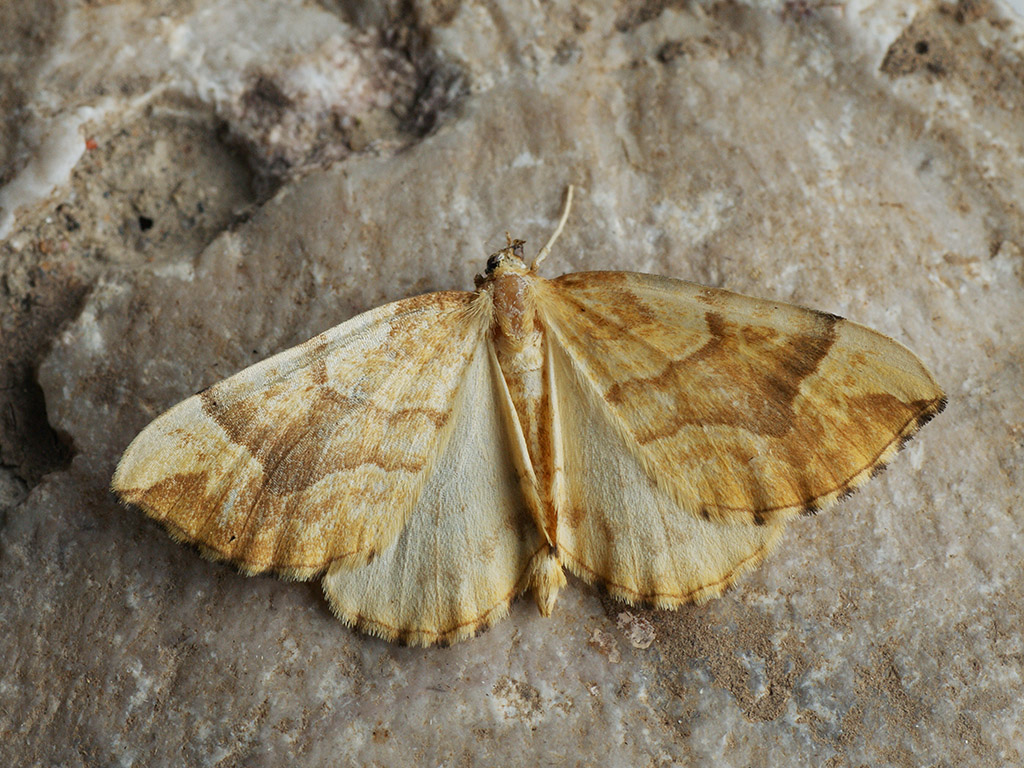
Eulithis mellinata mit gescheckten Fransen (zum Vergleich)

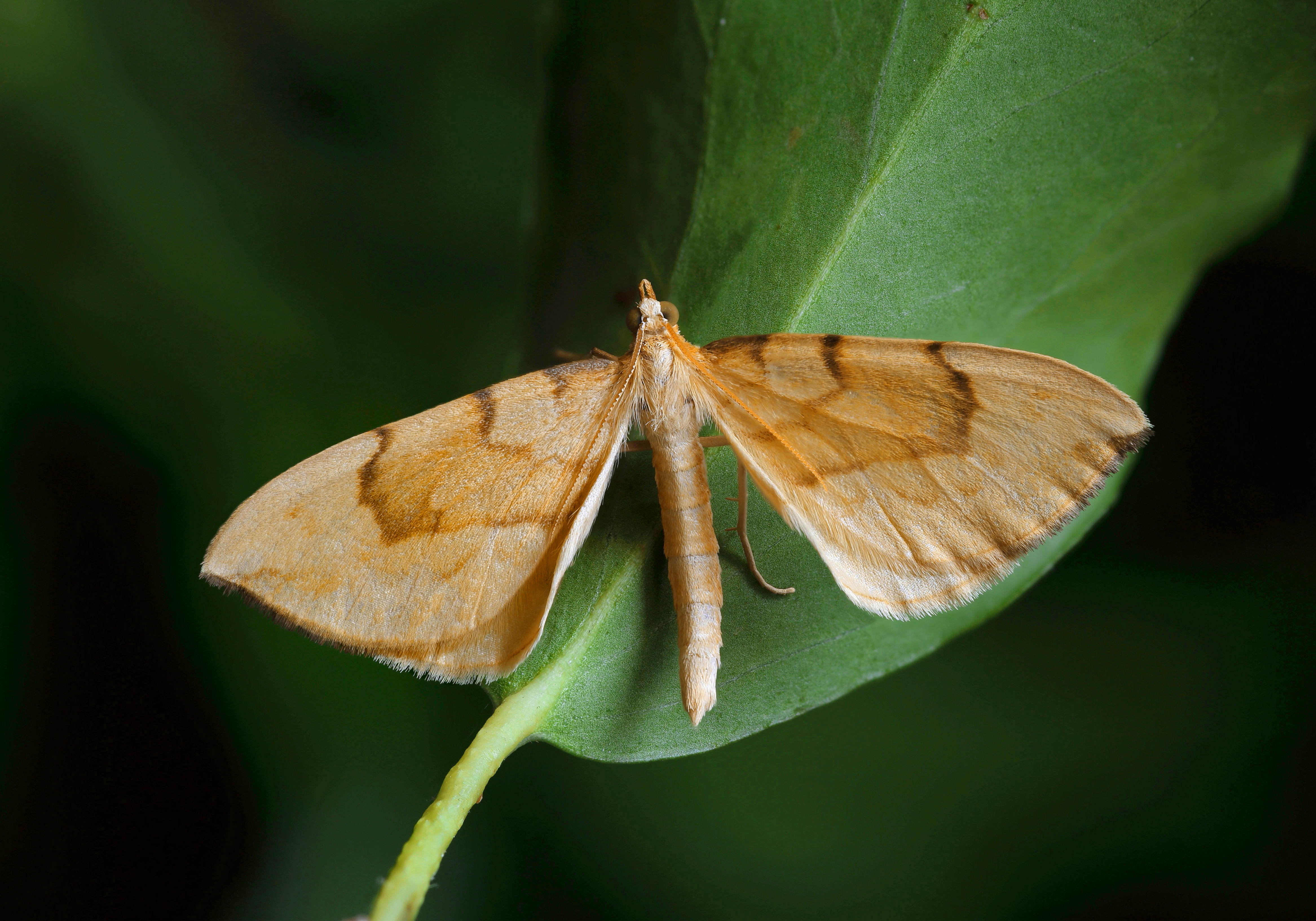
Gandaritis pyraliata in typischer Ruheposition mit verdeckten Hinterflügeln

Der Schwefelgelbe Haarbüschelspanner (Gandaritis pyraliata) ist ein Schmetterling (Nachtfalter) aus der Familie der Spanner (Geometridae). In der Literatur ist die Art  auch als  Eulithis pyraliata, Lygris pyraliata oder Larentia dotata zu finden.

## Merkmale

### Falter
Die Falter erreichen eine Flügelspannweite von 27 bis 34 Millimetern. Zwischen den Geschlechtern besteht farblich kein Unterschied. Die Vorderflügeloberseite hat eine schwefelgelbe, strohgelbe oder ockerbraune Grundfarbe, von der sich zwei meist schwach ausgebildete, stark gezackte braune Querlinien abheben, die das leicht verdunkelte Mittelfeld einrahmen. Zuweilen heben sich in Richtung Saum braune Pfeilflecke ab. Die Fransen sind stets ungescheckt. Am Apex verläuft ein kurzer dunkler Teilungsstrich. Die Hinterflügeloberseite ist zeichnungslos bleichgelb.

### Raupe
Ausgewachsene Raupen haben eine grünliche Färbung, eine dünne dunkle Rückenlinie sowie breite weiße Nebenrückenlinien.

### Ähnliche Arten
Der Honiggelbe Haarbüschelspanner (Eulithis mellinata) unterscheidet sich bei den meisten Exemplaren durch die markant ausgebildeten und sehr dunklen Querlinien auf der Vorderflügeloberseite. Hauptunterscheidungsmerkmal sind jedoch die braun/weiß gescheckten Fransen.

## Verbreitung und Vorkommen
Das Verbreitungsareal des Schwefelgelben Haarbüschelspanners erstreckt sich von Spanien, Frankreich und den Britischen Inseln durch Mitteleuropa ostwärts bis in die Mongolei und zum Amur. Die nördliche Verbreitung reicht fast bis zum Polarkreis. Die Art kommt auch im Altai sowie durch Sibirien bis in den Nordosten Chinas vor. Hauptlebensraum sind Mischwälder, Feuchtgebiete und buschige Wiesen sowie Gärten und Parkanlagen. Er kommt auch in Stadtbereichen vor. Die Höhenverbreitung reicht in den Alpen bis auf 1900, im Kaukasus bis auf 2300 Meter.

## Lebensweise
Die dämmerungs- und nachtaktiven Falter sind univoltin und fliegen schwerpunktmäßig in den Monaten Juli und August. Nachts besuchen sie künstliche Lichtquellen, zuweilen auch Köder. In ihrer typischen Ruhestellung schieben die Falter ihre Hinterflügel ganz unter die Vorderflügel und schlagen den Innenrand nach oben um. Außerdem wird das Hinterleibsende leicht aufwärts gebogen. Die Eier werden vom Weibchen über einer Nahrungspflanze einfach fallen gelassen. Das Ei überwintert. Die Raupen ernähren sich von den Blättern verschiedener Labkrautarten (Galium). Die Verpuppung erfolgt am Boden zwischen Pflanzenteilen.